# Bytów (gromada)
Bytów (do 31 XII 1957 Gostkowo) – dawna gromada, czyli najmniejsza jednostka podziału terytorialnego Polskiej Rzeczypospolitej Ludowej w latach 1954–1972.
Gromady, z gromadzkimi radami narodowymi (GRN) jako organami władzy najniższego stopnia na wsi, funkcjonowały od reformy reorganizującej administrację wiejską przeprowadzonej jesienią 1954 do momentu ich zniesienia z dniem 1 stycznia 1973, tym samym wypierając organizację gminną w latach 1954–1972.
Gromadę Bytów z siedzibą GRN w mieście Bytowie (nie wchodzącym w jej skład) utworzono 1 stycznia 1958 w powiecie bytowskim w woj. koszalińskim w związku z przeniesieniem siedziby GRN gromady Gostkowo z Gostkowa do Bytowa i zmianą nazwy jednostki na gromada Bytów; równocześnie do nowo utworzonej gromady Bytów przyłączono wieś Grzmiąca ze zniesionej gromady Niedarzyno w tymże powiecie.
31 grudnia 1959 do gromady Bytów włączono wieś Mędrzechowo ze zniesionej gromady Mokrzyn w tymże powiecie.
W 1965 roku gromadą zarządzało 25 członków gromadzkiej rady narodowej.
1 stycznia 1969 do gromady Bytów włączono obręby Chomice, Nieczulice, Przyborzyce, Rzepnica, Świątkowo i Świerkówko o powierzchni 1948 ha z miasta Bytów w tymże powiecie.
Gromada przetrwała do końca 1972 roku, czyli do kolejnej reformy gminnej. 1 stycznia 1973 w powiecie bytowskim utworzono gminę Bytów.